# August Fonck
August Fonck (* 26. Juli 1868 in Oberwesel; † 11. März 1935 in Konstanz) war ein deutscher Oberstleutnant und Kolonialbeamter in Deutsch-Ostafrika.

## Lebensweg
August Fonck, der ältere Bruder von Heinrich Fonck (1869–1933), wuchs in Oberwesel auf und absolvierte anschließend die Kadettenausbildung. Anschließend wurde er am 22. März 1888 als Sekondeleutnant dem 6. Rheinischen Infanterie-Regiment Nr. 68 der Preußischen Armee überwiesen. Nach Kommandierungen zu Ausbildungszwecken zur Gewehrfabrik Erfurt sowie zum 1. Rheinischen Pionier-Bataillon Nr. 8 trat Fonck am 8. Februar 1893 zur kaiserlichen Schutztruppe für Deutsch-Ostafrika über.
Ab Sommer 1894 nahm Fonck an der Bekämpfung der Wahehe teil, die sich ab 1890 gegen die deutschen Kolonialherren erhoben hatten. Im Gefecht gegen Wahehehäuptling Häto bei Kundaß am 2. August 1894 wurde Fonck durch Pfeilschüsse an der linken Hand und Wade verletzt. Fonck verfasste zu dem Feldzug und seinen Erlebnissen detaillierte Berichte. 1895 wurde er zum Oberleutnant befördert. Ab 1897 war er in Uhehe und bei Gefechten gegen die Wabende-Sultane im Raum Bismarckburg eingesetzt. Im September 1900 kämpfte er dort mit einer zwei Europäer und 60 Askari umfassenden Truppe. Bei dem Gefecht am 18. September 1900 wurde August Fonck durch einen Streifschuss am Kopf und einen Speerstich am rechten Arm erneut verletzt. Bis Anfang 1901 wirkte Fonck in Bismarckburg als Stationschef und trat noch im Januar 1901 einen Heimaturlaub an, während dem er offenbar heiratete. Ab August 1901 war er in Tabora als Stationschef eingesetzt. Im September 1902 erfolgte die Beförderung zum Hauptmann und der Einsatz als Stationschef in Mpapua. Ab November 1903 tat Fonck in Daressalam Dienst. Ab Januar 1904 erfolgte ein erneuter Heimaturlaub und anschließend erneut eine Dienststellung in Daressalam als Chef der 5. Kompanie. Im September 1904 erfolgte die Versetzung nach Moschi, wo Fonck wiederum als Stationschef und Chef der 1. Kompanie Dienst tat. Nach kurzer erneuter Versetzung nach Daressalam im Juni 1905 wurde Fonck ab August 1905 mit einer Truppe von drei Europäern, 55 Askari und einem Maschinengewehr gegen den Maji-Maji-Aufstand in Kissaki und im Gebiet um Morogoro eingesetzt. Dafür wurde er mit dem Roten Adlerorden IV. Klasse mit Schwertern ausgezeichnet.
Im Juli 1906 kehrte Fonck von einem weiteren Heimaturlaub zurück und leitete im Anschluss die Operationen im Iraku-Gebiet. Weiterhin übernahm er die Station Kilimatinde von Freiher von Reitzenstein. Ab April 1907 war er erneut in Daressalam tätig, bevor er am 18. Oktober 1907 aus der Schutztruppe ausschied. Im April 1908 war Fonck zusammen mit dem Oberbaurat Rudolf Schmick an einer Erkundung am Rufiji beteiligt.
Anschließend kehrte er nach Deutschland zurück und wurde Mitte Mai 1910 als Bezirksoffizier beim Landwehrbezirk Altenburg angestellt. In gleicher Eigenschaft erfolgte Ende März 1912 seine Versetzung nach Konstanz und am 16. Juni 1913 erhielt Fonck den Charakter als Major. Nach der Mobilmachung anlässlich des Ersten Weltkriegs wurde er Mitte August 1914 Kommandeur des Ersatz-Bataillons im Infanterie-Regiment „Markgraf Ludwig Wilhelm“ (3. Badisches) Nr. 111 und erhielt Ende Mai 1915 das Patent zu seinem Dienstgrad. Ab Januar 1917 befand Fonck sich beim Regiment an der Westfront sowie im Juli/August bei der 7. Armee. Ausgezeichnet mit dem Eisernen Kreuz II. Klasse kehrte er Mitte November 1917 wieder in seine Friedensstellung zurück. Nach Kriegsende wurde er unter Verleihung des Charakters als Oberstleutnant außer Dienst gestellt. Fonck war dann zunächst bei der Versorgungsstelle Konstanz bestäftigt, erhielt im Mai 1920 eine Stelle beim Versorgungsamt in Kreuznach und wurde dort am 19. Oktober 1920 zum Regierungsrat ernannt. Später lebte er wieder in Konstanz und starb am 11. März 1935.

## Schriften
- Naturschönheiten deutscher Tropen in Bildern. 1910.